# スクールライブショー
『スクール ライブ ショー』は、NHK教育テレビジョン（NHK Eテレ）で放送された教育バラエティ番組である。ここでは2011年度に放送した、中高生対象の『スクールLive Show for TEENS』、小学生対象の『スクールLive Show for KIDS』も併せて触れる。

## 概要
2011年度に、中高生が吹奏楽やバンドなど音楽系のパフォーマンスを競演し合う『スクールLive Show for TEENS』と、2つの小学校の子どもたちが地元の地域性にちなんだテーマで競い合うエンターテイメント番組『スクールLive Show for KIDS』の2種類の番組を、2週交代で放送。
2012年度は、放送時間を日曜日に移して2011年度の『スクールLive Show for TEENS』のみを更に充実化させた、『スクールライブショー』に改題・リニューアル。吹奏楽・ストリートダンス・バンドの人気3ジャンルを中心に、1か月ごとに変わるジャンルで中高生が勝負をするコンテスト番組として放送された。
2013年度と2014年度は放送時間を金曜日に戻し年度後期のみに放送していた。2015年3月29日で放送終了。

## 出演者

### 現在[いつ?]
- サバンナ ：TEENS・司会（2011年度 - ）
- SUPER☆GiRLS：コーナー担当（2012年度）
- 色紙千尋：TEENS・アシスタント（2014年度）
- 小野寺一歩：ナレーション（2012年度〜2014年度）

### 過去
- AKB48：コーナー担当（2011年度・TEENS）[4]
- 小野寺一歩：ナレーション（2011年度・TEENS）
- 西川貴教 (T.M.Revolution) ：にしかわくん（アッシュ・ウィニャックIII世として声のみの出演、2011年度・KIDS）
- ホリ：司会（2011年度・KIDS）
- はるな愛：ナレーション（2011年度・KIDS）

## 放送時間
いずれも日本標準時 (JST) 、Eテレでの放送。
2011年度
- 本放送：金曜日 18:55 - 19:25
- 再放送：土曜日 12:00 - 12:30（東海・北陸地方を除く）

2012年度
- 本放送：日曜日 18:00 - 18:25
- 再放送：月曜日 23:30 - 23:55

2013年度以降
- 本放送：金曜日 18:55 - 19:25

## 放送内容
太字がテーマ
- 2012年度

| 2012年                                | 2012年                               | 2013年 | 2013年   |
| ------------------------------------- | ------------------------------------ | ------ | -------- |
| 放送日                                | 放送内容                             | 放送日 | 放送内容 |
| 4月8日・4月15日・4月22日・4月29日     | バンドバトル・関東大会編             |        |          |
| 5月6日・5月13日                       | 吹奏楽バトル・炎の関東大会編         |        |          |
| 5月20日・5月27日                      | 吹奏楽バトル・魂の関西大会編         |        |          |
| 6月3日・6月10日・6月17日・6月24日     | ストリートダンスバトル 西日本大会編  |        |          |
| 7月1日・7月8日・7月15日・7月22日      | バンドバトル・関西大会編             |        |          |
| 7月29日・10月28日・12月2日            | 男子チアの挑戦!!編                   |        |          |
| 8月5日・8月26日・9月2日               | フラガールズ甲子園編                 |        |          |
| 8月12日                               | 究極の表現者・吹奏楽＆ダンス編       |        |          |
| 9月9日・9月16日・9月23日・9月30日     | バンドバトル・西日本大会編           |        |          |
| 10月7日・10月14日・10月21日           | チアダンスバトル編                   |        |          |
| 11月4日・11月11日・11月18日・11月25日 | ストリートダンスバトル・東日本大会編 |        |          |
| 12月9日・12月16日                     | 書道パフォーマンス編                 |        |          |
| 12月23日                              | 究極の表現者・バンド＆チアダンス編   |        |          |
| - 8月19日は、高校野球のため放送休止。 |                                      |        |          |